# Ellen White
Ellen Toni White (født 9. maj 1989) er en engelsk fodboldspiller, der spiller som angriber for Manchester City i FA WSL. White fik debut for Englands kvindefodboldlandshold i marts 2010, da hun spillede med England i VM i fodbold 2011 og var en del af det bronzevindende hold ved VM i fodbold for kvinder 2015. Hun var også en del af Storbritanniens landshold ved Sommer-OL 2012.
White deltog i Arsenal Ladies' akademi, hvorefter hun i korte perioder har spillet for Chelsea og Leeds United, før hund vendte tilbage til Arsenal i 2010. I 2014 skiftede hun til Notts Country Ladies og i 2017 skiftede hun til Birmingham City Ladies.

## Hæder

### Klub
Leeds United
- FA Women's Premier League Cup: 2010

Arsenal
- FA WSL: 2011 & 2012
- FA Women's Cup: 2011 & 2013
- FA WSL Cup: 2011, 2012 & 2013

Manchester City
- FA Women's Cup: 2019–20[11]

### Landshold
England U19
- U/19-EM i fodbold for kvinder toer: 2007[12]

England
- Cyprus Cup: 2013[13]
- VM i fodbold for kvinder tredjeplads: 2015[14]
- SheBelieves Cup: 2019[15]

### Individuel
- England Women's Player of the Year: 2011, 2018[16][17]
- WSL 1 Månedens spiller: Marts 2018[18]
- WSL 1 Guldskoen: 2017–18[19]
- FIFA Women's World Cup Bronze Boot: 2019[20]